# Valbeleix
 Valbeleix  es una población y comuna francesa, situada en la región de Auvernia, departamento de Puy-de-Dôme, en el distrito de Issoire y cantón de Besse-et-Saint-Anastaise.

## Demografía
| 292 | 230 | 209 | 194 | 187 | 152 |
| Para los censos de 1962 a 1999 la población legal corresponde a la población sin duplicidades (Fuente: INSEE [Consultar]) |     |     |     |     |     |